# Slussen
Pour les articles homonymes, voir Slussen (homonymie).
Slussen, dont le nom signifie « l'écluse » en suédois, est l'appellation du nœud de communications routières, ferroviaires et fluviales situé entre Gamla stan, la vieille ville de Stockholm, et l'île de Södermalm. Plus largement, Slussen désigne la zone où convergent tous ces moyens de transport et qui, étant donné la géographie particulière de la capitale suédoise, est le point névralgique où se concentrent ses principaux axes de circulation.
C'est à Slussen que le lac Mälar communique via une écluse avec la mer Baltique. S'y trouve un échangeur par lequel se redistribue la circulation automobile entre le nord et le sud de Stockholm, et l'extrêmité du pont doré menant à Södermalm.
Toutes les lignes ferroviaires conduisant depuis la gare centrale de Stockholm vers l'ouest et le sud de la Suède passent sous l'échangeur (mais les trains n'y marquent pas l'arrêt). La zone est desservie par la station Slussen de la ligne verte et la de ligne rouge du métro de Stockholm. Se trouve aussi à Slussen le point de départ de la ligne de trains de banlieue Saltsjöbanan.
Slussen est également la tête de ligne de nombreux itinéraires d'autobus, et comporte aussi une liaison par bateaux traversiers avec Djurgården et plus précisément le parc d'attraction Gröna Lund. Les transports publics se déploient même dans la dimension verticale : c'est à Slussen qu'a été construit l'ascenseur Katarinahissen, grâce auquel on accède de plain-pied au 8e niveau des immeubles édifiés le long du rivage et, via une passerelle, au plateau sur lequel a été construit le quartier de Södermalm.   

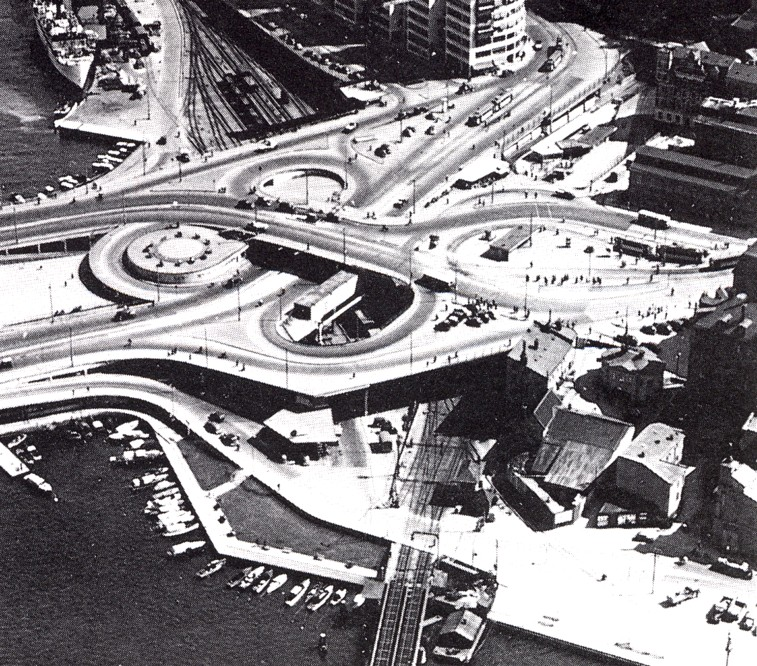
Vue aérienne de Slussen en 1939
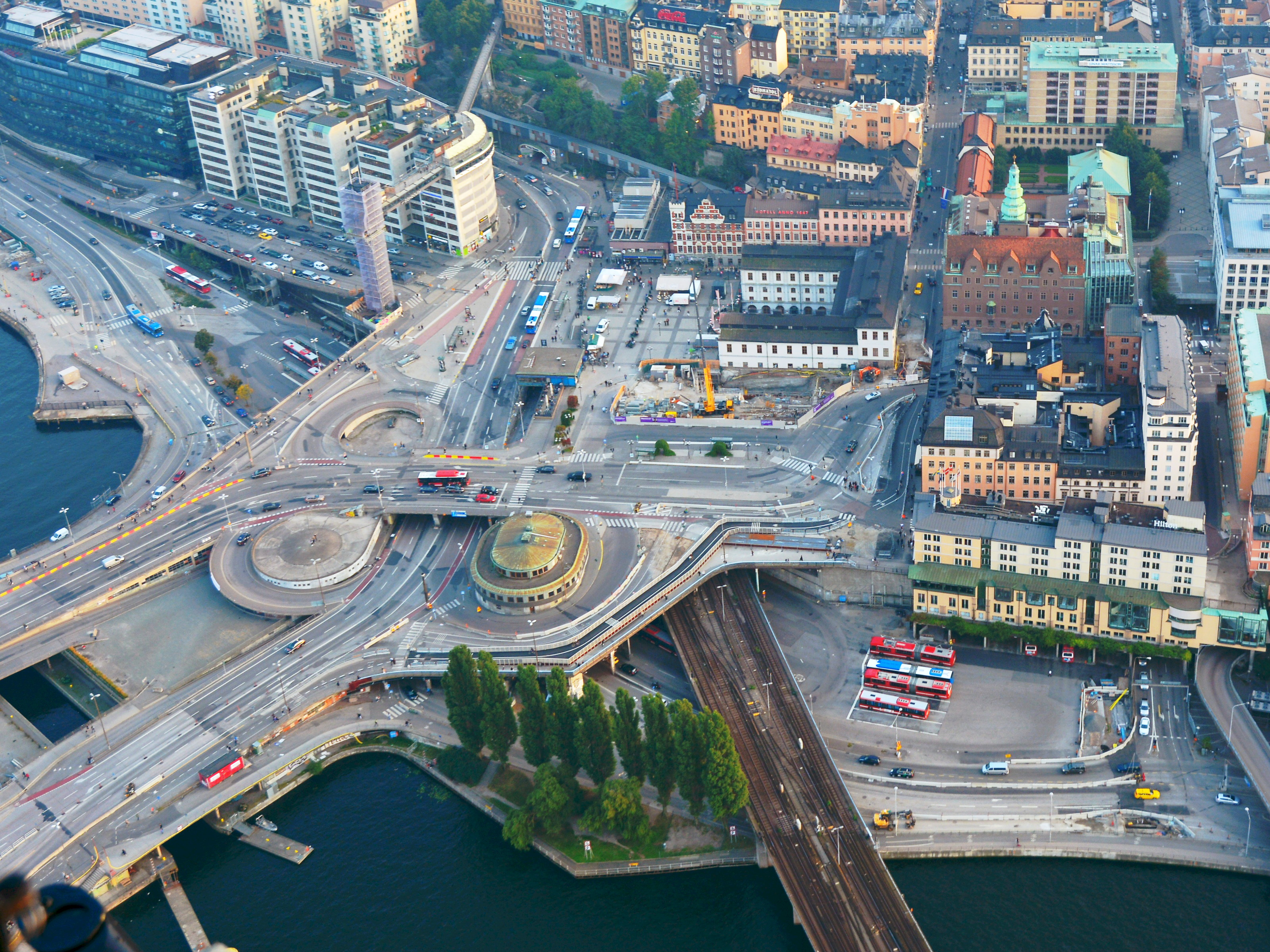
Slussen, vue vers Södermalm, septembre 2014.